# Vákár Tibor
Vákár Tibor (Gyergyószentmiklós, 1908. május 14. – Budapest, 2002. július 8.) Ybl-díjas építészmérnök és festőművész.

## Életpályája
Vákár Tibor 1908. május 14-én született Erdélyben, Gyergyószentmiklóson. Az erdélyi örmény Vákár  család leszármazottja. (örmény név: vacharrogh 'վաճառող')
1926–1930 között a Magyar Királyi József Nádor Műszaki és Gazdaságtudományi Egyetem mérnöki és építészmérnöki karán építészeti, 1930–1932 között pedig a Magyar Királyi Országos Képzőművészeti Főiskolán képzőművészeti tanulmányokat folytatott.
Az egyetem után Ligeti Pál, Molnár Farkas, Mohácsi László, Kende Ferenc, Medgyasszay István építészek irodáinak munkatársa volt, majd 1936-tól a Magyar Királyi Honvédség Központi Építési Osztálya munkatársaként katonai épületek, üdülő telepek és hadilétesítmények megvalósításán dolgozott. 1937-től Budapest Székesfőváros Polgármesteri Hivatala XIII. Magasépítési ügyosztályának mérnöke volt. Feladata volt többek között a fővárosi köz-, és magánépületek tervezése, kis- és bérlakások építésének, kivitelezésének műszaki felügyelete. 1938–1940-ben Münchenben dolgozott mint építész – a város új negyedeinek, majd a Német Állami Vasúttársaság polgári épületeinek tervezésén.
1940–1943 között Kolozsvár, majd Marosvásárhely város mérnökeként az építészeti hivatal vezetője volt. 1943-ban elkészítette Kolozsvár új városházának a tervét, amely a Szamos-part és Széchenyi tér környékét is érintette volna, ha elkészül. A háború után 1945-től mint mérnök Budapest háborús pusztulásának helyreállításán dolgozott, jelentősebb feladatai közé tartozott a Budavári Palota és a vári polgárházak és műemléki épületeinek megmentése és helyreállítása. Nevéhez fűződik a budapesti Sikló alsó állomása melletti – Lotz Károly alkotta – egyesített magyar címer megmentése is 1950-ben.
1948-tól a FŐTI irányító tervezője feladatai közé tartozott a hidak és a hídfők újjáépítése, a Duna-parti szállodasor és a Budai fürdőcsoport kialakítása, a BNV kiállítási pavilonjainak tervezése, a főváros új arculatának megtervezése. 1945–1950 között emellett a Műegyetem tanára is az Épülettervezési és a Városépítéstani Tanszéken, előbb mint tanársegéd, majd mint adjunktus.
1950-től mint a VÁTI majd a VÁTERV városrendezési munkatársát az ország első tervfőmérnökének nevezték ki, e minőségben Budapest, Miskolc, Székesfehérvár, Ajka, Kazincbarcika, Jászberény, Gödöllő városrendezési és műemléki helyreállításainak tervein is dolgozott és ezzel párhuzamosan – a műemléki és városképi vizsgálatok keretében – 30 város és település (köztük Miskolc, Székesfehérvár, Veszprém, Szombathely is) műemléki vizsgálatában vett részt. 1952–1954 között a Debreceni Tervező Iroda vezető építésze volt, ahol igazgatóhelyettesként Debrecen és környékének városrendezési és műemlék-helyreállítási feladatait látta el.
1957-ben a Veszprém megyei Ingatlankezelő Vállalat műemléki csoportjának irányító építésze, majd 1958-tól pedig a Budapest fővárosi HKI műemléki osztályának csoportvezetője lett, ahol feladata volt többek között a Budapest területén lévő műemléki épületek tervezése és helyreállítása. 1961–1968 között a Mélyépterv szaktestületének munkatársa lett – kényszerből – , ahol műemléke. Ugyanakkor tagja volt meghívott szakértőként a Magyar Nemzeti Sírkert Bizottságának is. Városrendező építészként, ipari épületek és víztornyok tervezési és elhelyezési feladatait volt kénytelen elvégezni.

## Művei
1968-tól a BUVÁTI műemléki osztályának tervezője, feladata volt a pesti Duna-part és a Vörösmarty tér városrendezési koncepciójának elkészítése. 
1970-ben a Néprajzi Múzeum alkalmazásában felméréseket készített a Szentendrei Szabadtéri Néprajzi Múzeum népi épületeinek felállításához, bontási és felállítási terveket, valamint a skanzen szatmári tájegységének telepítési terveit készítette el. 
Nyugdíjba vonulása után számos köz- és magántervezési feladatot vállalt, még 1988-ban is részt vett a Nemzeti Színház elhelyezésének tervpályázatán, majd 1992–1994 között a – gyergyószentmiklósi római katolikus plébánia felkérésére – a Gyilkostói kápolna tervezésében is.

## Díjai
- 1975-ben építészeti és képzőművészeti munkásságának elismeréseként Párizsban örökös tagjának választotta az Association des Artistes.
- 1986-ban kimagasló építészeti életpályáját Podmaniczky-díjjal,
- 1995-ben Műemlékvédelemért emlékéremmel,
- 1991-ben Ybl-díjjal,
- 1995-ben a Köztársasági Érdemrend kiskeresztjével,
- 1999-ben egy örmény elismeréssel, Szongott Kristóf-díjjal,[3]
- 2000-ben Budapestért díjjal[4] ismerték el.

## Kiállítások
- 92. születésnapi kabinet kiállítás, Szentendrei Építészgrafikai Galéria (Budapest, Székely M. utca 8.), 2000. jún. 9-től
- Hivatás és szenvedély – 100 éve született Vákár Tibor Ybl-díjas építész, Kulturális Örökségvédelmi Hivatal, Örökség Galéria (Budapest,Táncsics Mihály utca 1.), 2008. júl. 25.-2008. szept. 14. [5] [6]
- Vákár Tibor emlékkiállítás, Székely Nemzeti Múzeum (Sepsiszentgyörgy), 2008. nov. 12.–2009. január 31. [7]
- Vákár Tibor építész, képzőművész grafikái, Széchenyi István Egyetem, Új-Tudástér épület, 2015. március 24-től  [8]

### Életrajzok
- Csoóri Sándor, A másik élet, in Vákár Tibor, Székelyföld építészszemmel, Budapest, 1988 = Tenger és diólevél: Összegyűjtött esszék, naplók, beszédek 1961–1994, Budapest, 1994, 594-597. – http://dia.jadox.pim.hu/jetspeed/displayXhtml?docId=0000019064&secId=0001357462&mainContent=true&mode=html#Csoori_Sandor-Tenger_es_diolevel-csoori00425
- Az elpattant láncszem…: Emlékkönyv a száz éve született Vákár Tibor építészmérnök-festőművész tiszteletére, szerk. Hadik András–Vákár Tibor, Budapest, 2002
- [Vákár Tibor], 105 évvel ezelőtt született Vákár Tibor építészmérnök (1908–2002), in Erdélyi Örmény Gyökerek, 17(2013): 194 (április), 25–28. – http://epa.oszk.hu/01400/01440/00082/pdf/EOGYKE_2013_04_025-028.pdf
- Hajdú Ildikó, Vákár Tibor Miskolcon, in Herman Ottó Múzeum Évkönyve 54(2015), 523–538. – https://web.archive.org/web/20180426071940/http://www.hermuz.hu/hom/images/latogatoinknak/kiadvanyok/letoltheto_kiadvanyok/evkonyv_2015/24_Hajdu_Ildiko.pdf

### Lexikonok
- Keresztény magyar közéleti almanach, 3. köt. Erdély. Az I. és II. kötet pótlásaival. Fel. szerk. és kiadó Hortobágyi Jenő. Bp., 1940. Pátria ny.
- Művészeti lexikon. Fel. szerk. Lajta Edit. Bp., Akadémiai Kiadó, 1965–1968
- Magyar ki kicsoda 1990. Több mint 6000 élő magyar életrajza. Főszerk. Hermann Péter, szerk. Markóczy Mária. Bp., Láng Kiadó–TEXOFT Kft., 1990
- Kortárs Magyar Művészeti Lexikon. Főszerk. Fitz Péter. Bp., Enciklopédia Kiadó, 1999-2001
- Arany-, Gyémánt-, Vas- és Rubint-diplomások. Összeáll. Fodor Zsoltné, Kónya Éva. [Bp.], Budapesti Műszaki és Gazdaságtudományi Egyetem, 2002
- Molnár Dénes: Erdélyi műtár. Képzőművészek, iparművészek, műépítészek, művészettörténészek, fotóművészek, műgyűjtők adattára. Déva, Corvina Kiadó, 2002
- Építész évkönyv 2002–2003. Főszerk. Jankovich Valéria, szerk. Eltér Balázs. Bp., Magyar Építész Kamara-Publicitas Art-Media Kiadó, [2003]

### Adattárak
- Építészfórum
- ↑ opac.pim.hu:  díjak adatbázis Vákár Tibor, (hozzáférés: 2015. november 29.)